# Who Built the Moon?
Who Built the Moon? je třetí studiové album anglické rockové hudební skupiny Noel Gallagher's High Flying Birds. Vydáno bylo 24. listopadu roku 2017, kdy jej na trh uvedla společnost Sour Mash Records. Spolu s Noelem Gallagherem, lídrem skupiny, jej produkoval severoirský hudebník David Holmes. Jde o první album kapely vzniklé po odchodu bubeníka Jeremyho Staceyho a kytaristy Tima Smithe. Jako náhradníci byli vybráni Chris Sharrock a Gem Archer, který s Gallagherem spolupracoval v Oasis. Coby hosté se na desce představili Johnny Marr a Paul Weller.

## Seznam skladeb
1. Fort Knox
2. Holy Mountain
3. Keep On Reaching
4. It’s a Beautiful World
5. She Taught Me How to Fly
6. Be Careful What You Wish For
7. Black & White Sunshine
8. Interlude (Wednesday Part 1)
9. If Love Is the Law
10. The Man Who Built the Moon
11. End Credits (Wednesday Part 2)

## Obsazení
Noel Gallagher's High Flying Birds
- Noel Gallagher – zpěv, kytara
- Chris Sharrock – bicí
- Mike Rowe – klávesy
- Gem Archer – kytara

Ostatní
- Paul Weller – varhany
- Johnny Marr – kytara, harmonika
- Charlotte Marionneau – zpěv
- Paul Stacey – kytara, mellotron, klávesy
- David Holmes – programování
- Jason Falkner – baskytara
- Jeremy Stacey – bicí
- Emre Ramazanoglu – bicí, perkuse, programování
- Martin Slattery – tin whistle, klavír
- Pete Lockett – perkuse
- Keefus Ciancia – klávesy
- Samuel Dixon – baskytara
- Jim Hunt – saxofon
- James SK Wān – elektrické piano
- Michelle John – doprovodné vokály
- Janet Ramus – doprovodné vokály
- Una McGeough – doprovodné vokály
- Georgina McGeough – doprovodné vokály
- Audrey Gbaguidi – doprovodné vokály
- Beverley Skeete – doprovodné vokály
- Sara-Jane Skeete – doprovodné vokály
- Mary Pearce – doprovodné vokály
- Adelaide McKenzie – doprovodné vokály
- Emma Smith – smyčce
- Vince Sipprell – smyčce
- Rob Lewis – violoncello